# Chambersita
La chambersita és un mineral de la classe dels borats, que pertany al grup de la boracita. Rep el seu nom del comtat de Chambers, situat a l'estat de Texas, Estats Units, on va ser descoberta.

## Característiques
La chambersita és un borat de fórmula química Mn₃B₇O13Cl. Cristal·litza en el sistema ortoròmbic. La seva duresa a l'escala de Mohs és 7. És l'anàleg amb manganès de la boracita i l'ericaïta.
Segons la classificació de Nickel-Strunz, la chambersita pertany a «06.GA - Tectoheptaborats» juntament amb els següents minerals: boracita, ericaïta, congolita, trembathita i korzhinskita.

## Formació i jaciments
Va ser descoberta al dom de sal de Barbers Hill, al mont Belvieu, situat al comtat de Chambers, Texas (Estats Units), on sol trobar-se associada a anhidrita. També ha estat descrita a diverses localitats del Canadà, de la Xina i de l'estat de Louisiana, als Estats Units.